# Mare Dibaba
Mare Dibaba, född 20 oktober 1989, är en etiopisk friidrottare som tävlar i långdistanslöpning. Dibaba tog VM-guld 2015 i maraton samt deltog vid olympiska sommarspelen 2012.